# Mammillaria longimamma
Espèce
Classification APG III (2009)
Synonymes
Statut de conservation UICN

VU : Vulnérable
Mammillaria longimamma, précédemment dénommée Dolichotele longimamma, est une espèce de cactus de la famille des Cactaceae. Elle est originaire de l'Hidalgo et de Querétaro au Mexique.

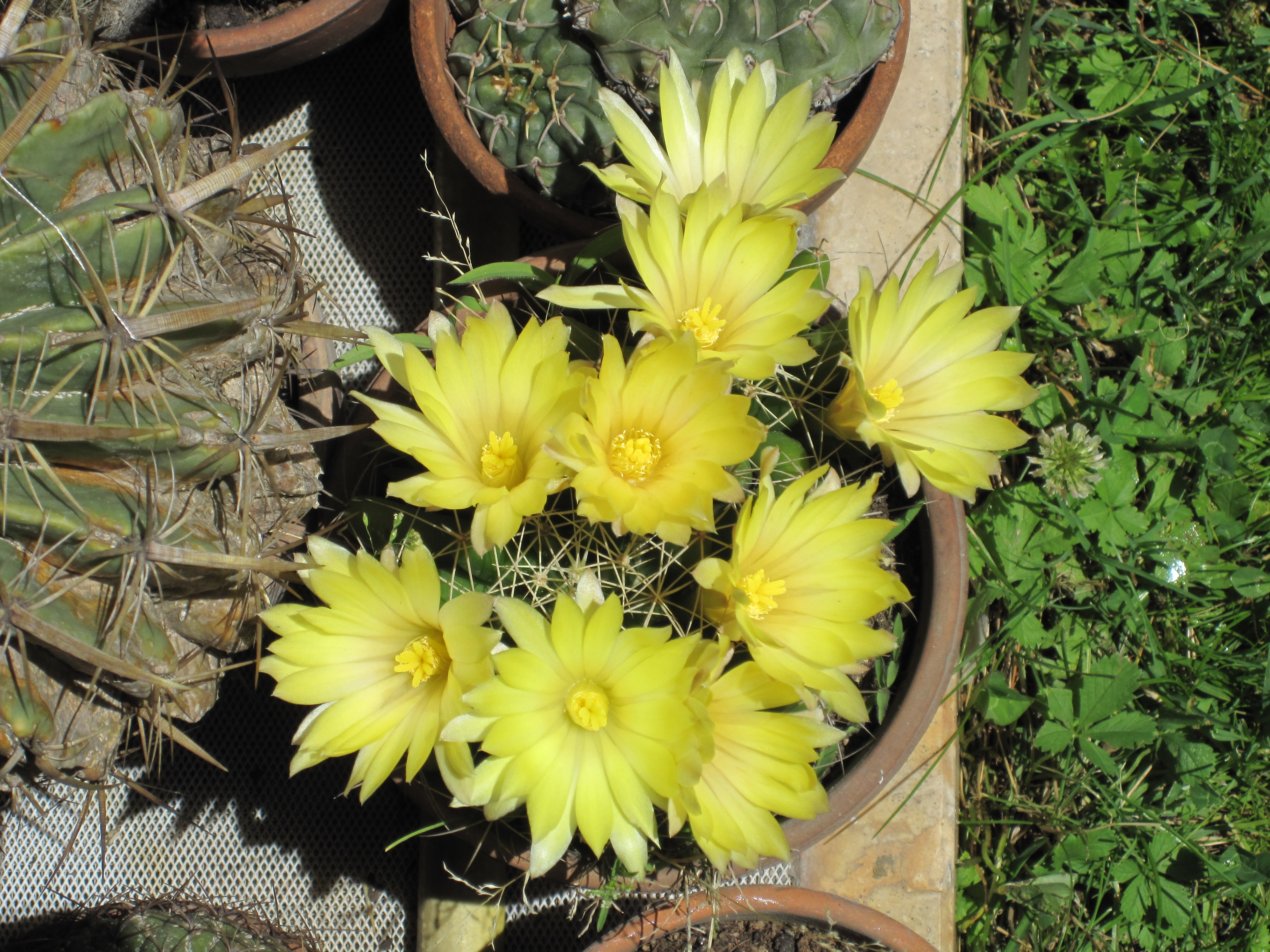
Mammillaria longimamma en fleurs.

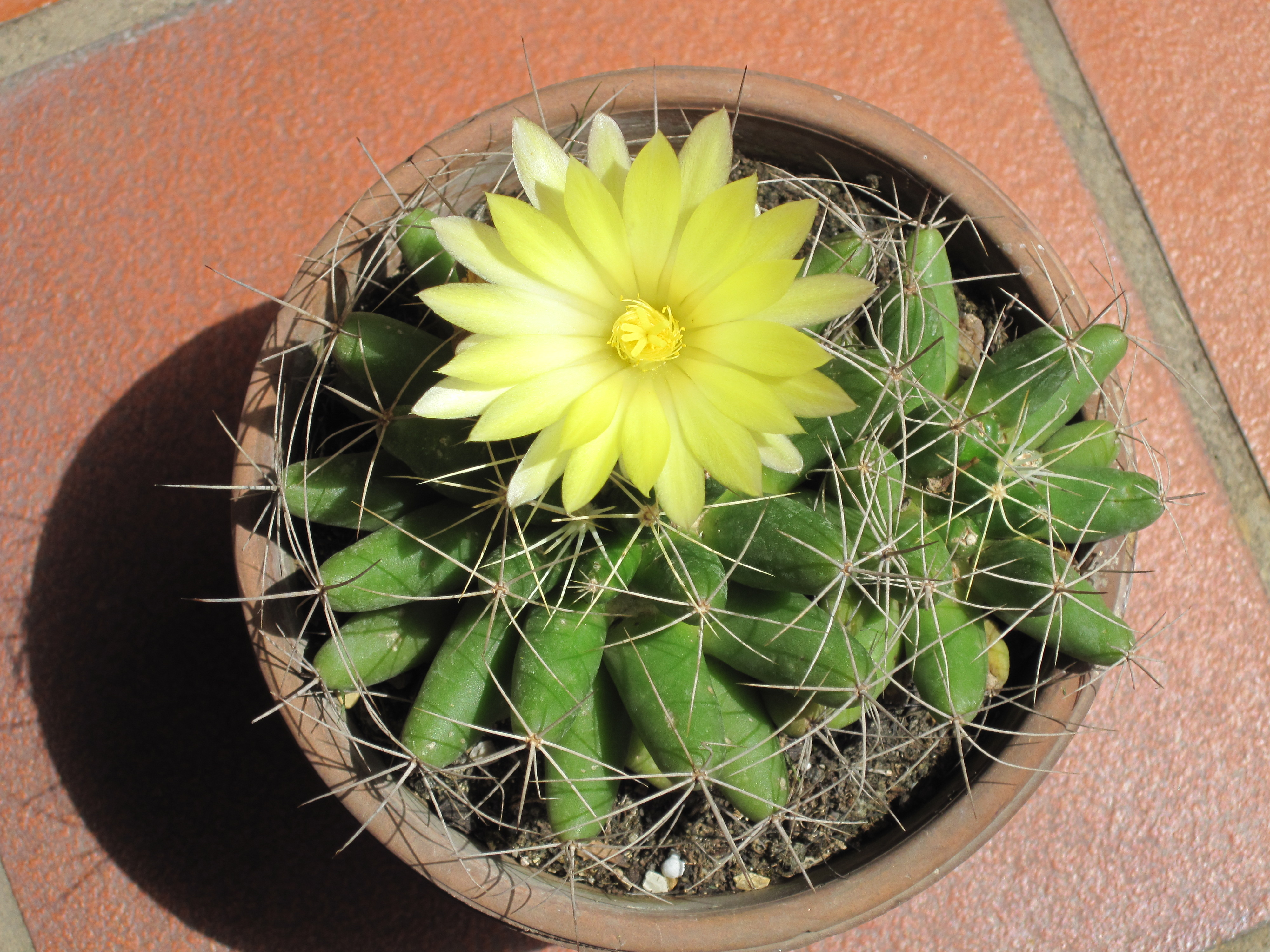
Mammillaria longimamma.

## Habitat
Cette espèce pousse naturellement en été dans les vallées humides et ombragées du centre du Mexique.

## Description
Mammillaria longimamma a pour particularité de former de longs tubercules vert-clair qui lui ont donné son nom. Ses épines sont peu développées. Les fleurs sont jaune vif avec des pétales allongés se terminant en pointe. Les fruits verts au début forment des tubercules oblongs.